# Пам'ятник Білому Біму
Пам'ятник Білому Біму Чорне вухо — контактна скульптура, присвячена собаці на ім'я Білий Бім Чорне вухо — герою однойменної повісті радянського письменника Гавриїла Троєпольського; встановлена у Воронежі на площі перед Воронезьким ляльковим театром.

## Опис
Пам'ятник собаці створений із нержавіючого металу і відлитий в натуральну величину. Праве вухо і одна з лап створені з бронзи. Пес сидить прямо на землі (п'єдесталу біля пам'ятника немає), терпляче чекаючи повернення свого господаря. На нашийнику вигравіюване його ім'я.

## Історія
Авторами пам'ятника Білому Біму виступили воронезькі скульптори — лауреати Державної премії Росії Ельза Пак та Іван Дикунов. Ідея встановлення пам'ятника виникла ще в середині 1980-тих років. Скульптори почали роботу над пам'ятником в 1985 році і створювали його на власні кошти. Фігура собаки відливалася в Пензі. Автор однойменної повісті, письменник Гавриїл Троєпольський консультував скульпторів й давав поради щодо створення пам'ятника, але не дожив до його встановлення та відкриття.
Пам'ятник було встановлено в 1998 році на проспекті Революції у Воронежі, поблизу лялькового театру. Відкриття відбулося 5 вересня 1998 року під час святкування Дня міста.
У серпні 2009 року пам'ятник було номіновано на конкурсний відбір на звання неофіційного символу Воронежа. Після розгляду результатів голосуваннягромадської палатою і комісією з культурної спадщини міста, перемогу здобув пам'ятник Петру I. Скульптура Білого Біма на цьому конкурсі посіла третє місце.
28 листопада 2010 року, до 105-річчя від дня народження автора повісті «Білий Бім Чорне вухо» Гавриїла Троєпольського, на площі поруч із пам'ятником було влаштовано Театралізовану виставу «Бім, який зійшов зі сторінок книги». 23 квітня 2011 року біля пам'ятника відбулася третя Всеукраїнська акція «Росія без жорстокості».